# Pedri
Pedri (* 25. November 2002 in Tegueste, Teneriffa; bürgerlich Pedro González López) ist ein spanischer Fußballspieler, der beim FC Barcelona unter Vertrag steht. Er besetzt im Verein die Position des offensiven Mittelfeldspielers. Seit März 2021 ist er spanischer Nationalspieler.

## Karriere

### Verein

#### Anfänge und erste Profierfahrung
Pedri wechselte im Jahr 2018 vom CF Juventud Laguna in die Jugendakademie der UD Las Palmas. Am 15. Juli 2019 unterzeichnete er seinen ersten professionellen Vertrag, der ihn für vier Jahre an den Verein auf Gran Canaria band. Der Cheftrainer, Pepe Mel, beförderte ihn außerdem in den Kader der ersten Mannschaft. Am 18. August 2019 (1. Spieltag) debütierte er bei der 0:1-Heimniederlage gegen die SD Huesca im Alter von 16 Jahren in der zweithöchsten spanischen Spielklasse. Sechs Tage später lieferte er mit einer Vorlage beim 1:1-Unentschieden gegen den FC Málaga seine erste Torbeteiligung für Las Palmas.
Am 19. September (6. Spieltag) der Spielzeit 2019/20 schoss der 16-Jährige seine Mannschaft im Heimspiel gegen Sporting Gijón mit dem entscheidenden Treffer zum 1:0-Endstand zum ersten Saisonsieg. In den nächsten Wochen setzte er sich als Stammkraft in der Offensive der Unión Deportiva fest und behielt diesen Status bis zum Ende der Saison 2019/20 bei, in der ihm in 36 Ligaeinsätzen (34-mal von Beginn) 4 Tore und 7 Vorlagen gelangen.

#### Wechsel zum FC Barcelona
Zur Saison 2020/21 wechselte Pedri für eine Ablösesumme in Höhe von 5 Millionen Euro zum FC Barcelona. Er hatte bereits im September 2019 einen Vertrag bis zum 30. Juni 2022 mit einer Option auf 2 weitere Jahre unterschrieben. Die in Spanien obligatorische Ausstiegsklausel sollte zunächst bei 100 Millionen Euro liegen und sich auf 400 Millionen Euro erhöhen, wenn er für die erste Mannschaft gemeldet wird. Die UD Las Palmas sicherte sich eine Weiterverkaufsbeteiligung von 15 Prozent. Der 17-Jährige wurde jedoch sofort als Spieler der ersten Mannschaft gemeldet und nachdem die ersten beiden Spieltage in der Primera División verschoben wurden, debütierte er am 3. Spieltag. Beim 4:0-Heimsieg gegen den FC Villarreal wurde er in der 70. Spielminute für Philippe Coutinho eingewechselt. In den nächsten Wochen wurde er von Cheftrainer Ronald Koeman regelmäßig berücksichtigt und am 7. November (9. Spieltag) erzielte er beim 5:2-Heimsieg gegen Betis Sevilla sein erstes Tor im Trikot der Blaugrana. Pedri, der in dieser Spielzeit auch noch für die A-Junioren (U19) spielberechtigt gewesen wäre, etablierte sich als Stammspieler. In der Liga kam er in 37 von 38 Spielen zum Einsatz, stand dabei 28-mal in der Startelf und erzielte 3 Tore. In der Champions League kam der Mittelfeldspieler bis zum Achtelfinal-Aus gegen Paris Saint-Germain 7-mal (6-mal in der Startelf) zum Einsatz und erzielte ein Tor. In der Copa del Rey steuerte Pedri sechs Einsätze (4-mal von Beginn) zu seinem ersten Titelgewinn bei.
Im Oktober 2021 verlängerte der 18-Jährige seinen Vertrag bis zum 30. Juni 2026; die Ausstiegsklausel wurde auf eine Milliarde Euro erhöht. Ende November 2021 gewann Pedri den Golden Boy der italienischen Sportzeitung Tuttosport als bester U21-Spieler des Jahres in Europa. Er erhielt 318 Punkte und lag damit 199 Punkte vor Jude Bellingham, was den bis dahin größten Vorsprung in der Geschichte der Auszeichnung bedeutete. Kurz darauf wurde Pedri von France Football mit der Kopa-Trophäe als weltbester U21-Spieler ausgezeichnet. Zudem war er für den Ballon d’Or 2021 nominiert und erreichte den 24. Platz.

### Nationalmannschaft
Im Rahmen zweier Länderspiele gegen die katarische U-18-Nationalmannschaft wurde Pedri im September 2019 erstmals für die U18 nominiert. Beim 1:0-Sieg im ersten Spiel erzielte er den einzigen Treffer.
Im Februar 2020 debütierte er in der U19 und noch im selben Jahr stand er auch erstmals für die U21 auf dem Platz.
Im März 2021 debütierte er auch im A-Nationalteam. Bei der Europameisterschaft 2021 stand er im spanischen Aufgebot, das im Halbfinale gegen Italien ausschied. Pedri wurde nach nur einer verpassten Spielminute zum besten jungen Spieler des Turniers ausgezeichnet. Folgerichtig wurde er auch in das Team des Turniers gewählt.
Ende Juni 2021 wurde Pedri trotz seiner EM-Teilnahme in den Kader der spanischen Olympiaauswahl für das Fußballturnier der Olympischen Sommerspiele 2020 berufen. Spaniens Olympiaauswahl wurde dort Zweiter und gewann die Silber-Medaille. Das Finale gegen Brasilien war Pedris 73. Spiel der Saison 2020/21.
Bei der Europameisterschaft 2024 war Pedri Teil des spanischen Kaders. Er absolvierte 4 Spiele, musste jedoch im Viertelfinale gegen Deutschland verletzungsbedingt ausgewechselt werden und verpasste dadurch das restliche Turnier, welches die spanische Nationalmannschaft schließlich gewann.

## Titel und Auszeichnungen

### Nationalmannschaft
- Europameister: 2024
- Olympische Silbermedaille: 2021

### Verein
- Spanischer Meister (2): 2023, 2025
- Spanischer Pokalsieger (2): 2021, 2025
- Spanischer Supercupsieger (2): 2023, 2025

### Auszeichnungen
- Kopa-Trophäe: 2021
- Golden Boy: 2021
- Nominierung für den Ballon d’Or: 2021 (24. Platz)
- Wahl in das Team des Turniers der Europameisterschaft 2021
- Bester junger Spieler der Europameisterschaft 2021
- Spieler des Monats der Primera División: April 2025